# مقاطعة نيو مدريد (ميزوري)
مقاطعة نيو مدريد (بالإنجليزية: New Madrid County)‏ هي إحدى المقاطعات في ولاية ميزوري في الولايات المتحدة الأمريكية.